# سكدوار
سِكِدْوَار (بالمجرية: Szigetvár)‏ هي إحدى مدن مقاطعة بارانيا في جنوب المجر. وهي مسقط رأس المترجم الفلكي العثماني الزغتفاري.

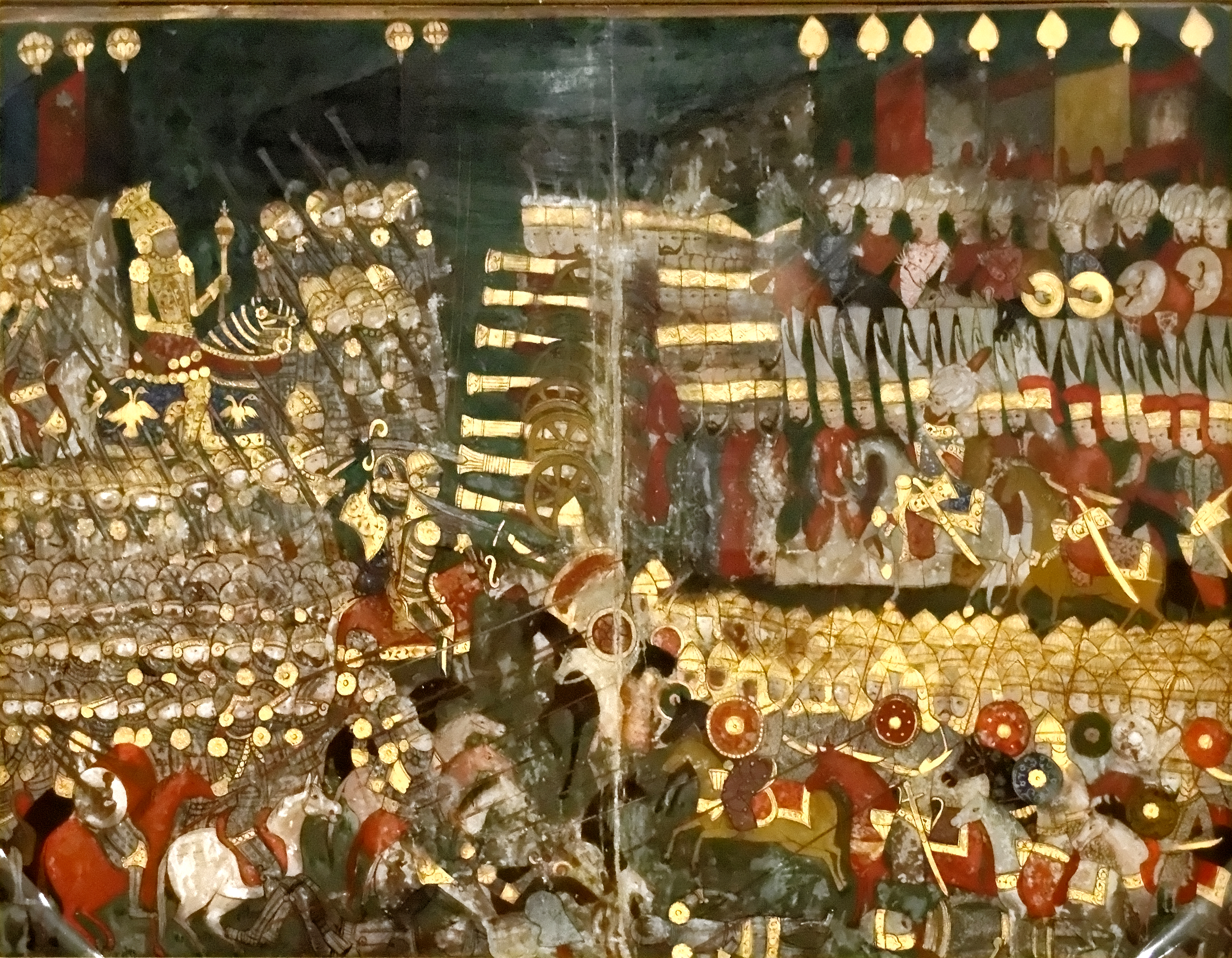
منمنمة عثمانية تصور معركة موهاكس(1526م)، معروضة حاليًا في قلعة سيجيتڤار، بالمجر.